# ニワトリのヒナの雌雄鑑別

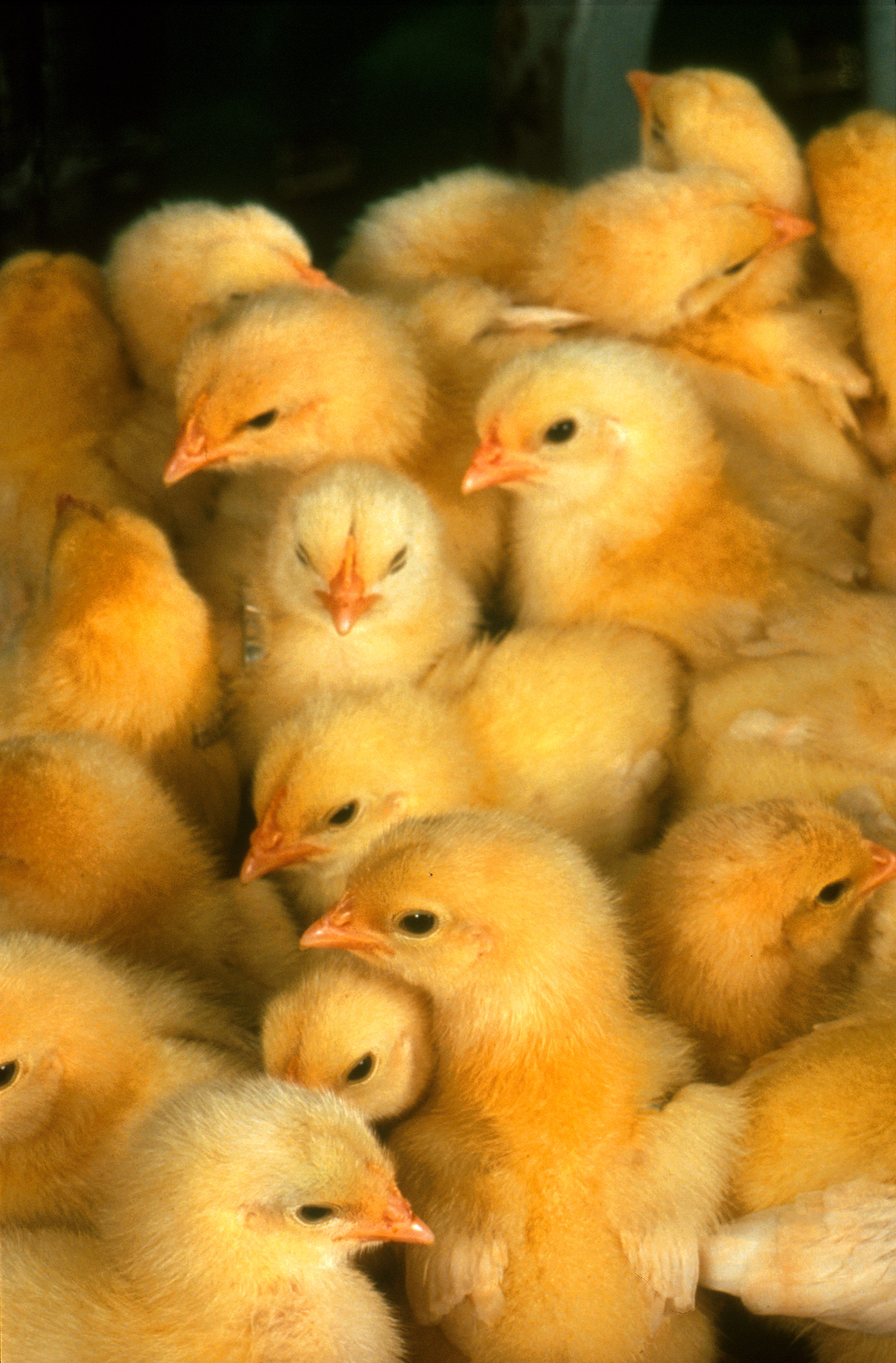
ヒヨコの性差は非常に少ない。

ニワトリのヒナの雌雄鑑別（ニワトリのヒナのしゆうかんべつ）とは、生まれたばかりのニワトリのヒナ（ヒヨコ）の性別を鑑別することである。
ニワトリは商業的には性別によって異なる目的で飼育されるが、ヒヨコの性差は非常に少なく雌雄の区別は困難であるため、いくつかの鑑別方法が発達している。また、日本では初生雛鑑別師（しょせいびなかんべつし）というヒヨコの性別の区別についての資格が存在する。

## 鑑別の必要性
ヒヨコの性別鑑定はほとんどが大規模な商業目的の孵化場で行なわれる。
採卵養鶏では、卵を産まないオスは不要である。採卵鶏種は肉用には向かないため、オスは孵化後に殺処分される。肉用鶏種の場合もメスと、オスとでは、異なる飼育管理で肥育するケースがある。また、食用の交配種のニワトリを生産するためには、雌雄の親鶏の血統が分離されていなければならない。

## 雌雄鑑別法

### 羽毛・体色鑑別法
羽毛、体色のいずれも鑑別師が鑑別しているところは少ない。素人でも何度か指導を受ければできるからである。

#### 羽毛による雌雄鑑別（羽毛鑑別・羽性鑑別）
伴性遺伝を利用し、羽の伸びる速度の異なる雌雄を交配して、ヒナの雌雄の羽の伸び方の違いにより鑑別する方法。多くのコマーシャル鶏がこの鑑別法で分けられている。速羽性のオス親と遅羽性のメス親から生まれるヒナは、オスの羽（翼）は遅羽性により端がそろっているのが多い。メスのヒナは速羽性により端がそろっていなく、下の羽が長い。上の羽が長い場合は、オスである。

#### 体色による雌雄鑑別（羽色鑑別）
伴性遺伝を利用し、羽色の異なる雌雄を交配して、ヒナの雌雄の羽色の違いにより鑑別する方法。茶色の鶏の多くはヒヨコの時点で色が付いている。オスは黄色でメスは茶色。背にラインの入っている茶色の種類はオスが3本メスは2本である。

### 肛門鑑別法
総排泄口を目視して雌雄を鑑別する手法。鳥の生殖器官は体内に位置するため、肛門をわずかに開ける技術を習得した上で、ヒナの生殖器官の雌雄の違いにより、どれがオスでどれがメスなのかの区別をする。この雌雄判別は非常に熟練の必要な難しい仕事で、プロの鑑別師の多くはその技術の発祥元の日本出身である。総排泄口鑑別は1924年の増井清、橋本重郎、大野勇による生殖に関する論文で日本で発表され、それはすぐにSexing baby chicksという題名で英訳されて西洋に紹介された。増井と橋本の発見の後、興味を持った養鶏家達はその技術を習った人々を招きいれたり、その技術を学ぶために代表を日本へ送った。その技術は複雑で、パターン認識が成功の鍵となる、チェスやその他の仕事・ゲームに喩えられた。

### 第二次性徴
伴性遺伝を利用した交配を行わず、雌雄鑑別師も雇うことのできない小さな養鶏場の経営者は、性別がわかるようになる4 - 6週齢まで待たなければならない。その時期になると、第二次性徴が出始めるために、だれもが鶏の性別を区別できるようになる。

### 自動判定
1950年代に、初生ヒナの総排泄口を照らして拡大鏡で見る自動性別鑑定機が複数発明され、この機械を用いてヒヨコの性別を見ることが可能となった。だが鑑別に時間がかかることや、ヒヨコへの負担が大きいことが難点とされた。この機械を製造したのは2つの業者だけだったが、ともにこの事業から撤退して、この方法は廃れた。2023年になると、AIを利用した羽毛鑑別するシステム（フルオート）、及びAIを利用した肛門鑑別システム（セミオート）が開発された。前者の羽毛鑑別システムは一時間当たり10万羽の鑑別が可能で、ブロイラー（肉鶏）の雌雄鑑別に導入されている。後者の肛門鑑別システムは一時間当たり1000羽で、ブロイラー、採卵鶏、七面鳥で利用可能で、原種鶏の雌雄鑑別に導入されている。

### 研究中の手法

#### 機械学習
機械学習によって雌雄の特徴を抽出し鑑別する手法。精度が不十分で実用化には至っていない。

#### 染色体マーカー法
孵化前に染色体を調べる手法の開発が進められる。

#### ゲノム編集による色分け
ゲノム編集により雌雄で目の色を変化させることで孵化前に判別する手法が研究されている。

## 初生雛鑑別師
初生雛鑑別師（しょせいひなかんべつし）は公益社団法人畜産技術協会が実施する資格。ニワトリのヒナの性別を区別するために特別な訓練を受け、所定の試験を合格した人である。通称は「ひよこ鑑定士」。国家資格という誤認もあるが、公益社団法人が実施する民間資格である。
初生雛鑑別師養成所に入所し、修了後に試験を受けて資格を取得する。
後述の通り、鑑別師養成所の受験資格に25歳以下(過去には例外もある)という年齢制限が設けられていること、資格取得までに時間を要するシステムになっていること、試験の難度が高いことなど複数の要素が絡み難関資格として知られている。
また、資格を取得しただけでは職業鑑別師にはなれず、研修生としていわゆる徒弟制度に近い環境で1～2年の実践経験を積み高等考査に合格し「初生高等鑑別師」となる必要があり、実際に働けるのは入所者の1割とされる。
イギリスでは鑑定資格があり、3年ほどの研修期間がある。2015年時点で100～150人ほどが活動しているが人手不足が深刻であり、移民として海外から有資格者を招くこともできないため国内で育成が必要であるが、年収4万ポンドでも認知度が低く笑いものにされることや、殺処分の報道によるバッシングで敬遠されているという。

### 受験資格
- 予備試験は鑑別師養成所の初等科、補修科、特別研修科を修了した者、高等考査は予備試験の合格者に限り、海外斡旋鑑別師考査は高等鑑別師の登録を受けた者である。
- 入所資格は25歳以下で高校卒業、または同等以上の資格のある者、身体強健で、視力1.0以上（矯正可）、色盲でない者。

### 入所試験
- 毎年3月上旬頃に東京で行われる。

## 孵化直後のオスの殺処分の問題

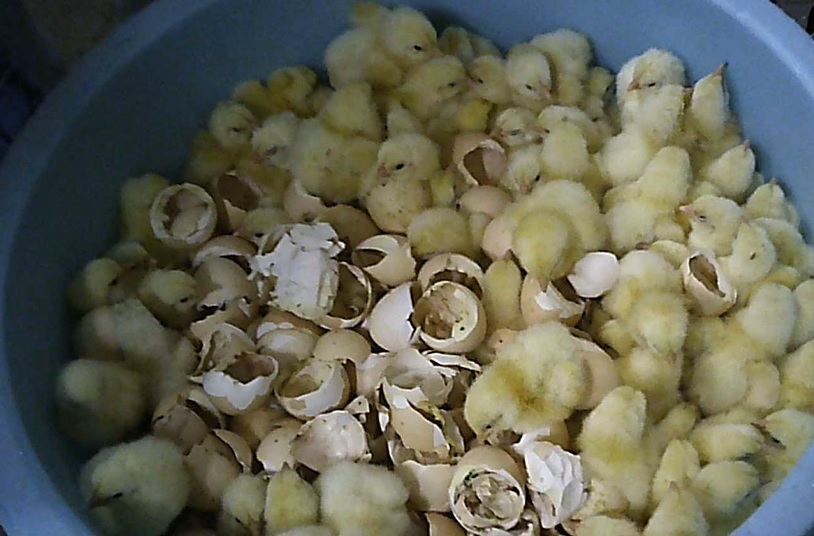
バケツに積み重ねられて圧死・窒息死する雛

採卵用鶏の雌雄鑑別において、卵を産まないオスは産まれてすぐに殺処分される。国内だけで毎年約1億3,000万羽以上のオス雛が殺処分されている。この慣行は、諸外国で動物愛護の観点から問題視されており、欧州投資銀行（EIB）が、この慣行の廃止を目指すアグリテックイノベーターであるオランダの企業に4,000万ユーロの融資したり、欧州での卵製品の検査において最も重要な機関であるKATが雄ヒナを殺さないサプライチェーンにすべてきりかえるなど、卵が孵化する前に性別鑑別できる方法の開発、及び実用化・導入がすすんでいる。
2024年3月末時点で、EUの商業用産卵鶏3億8,900万羽のうち約20％が卵内性別判定で生産されている。2025年第1四半期末のデータによると、この数値は26～30％に上がっている。
動物愛護の観点からの卵内性別鑑定技術だが、その開発過程において動物実験も実施されている。

### 諸外国の状況

#### EU
2021年7月、フランス、ドイツ、オーストリア、アイルランド、ルクセンブルグ、ポルトガル、スペインは、EUで雛の殺処分を禁止するように求めた。代表団は、この慣行は現在のEU法の下で許可されているものの、倫理的に受け入れられないと主張した。さらに2022年にはフランス、ドイツ、オーストリア、アイルランド、ルクセンブルグ、ポルトガル、ベルギー、キプロス、フィンランドが、EUにオス雛殺処分をヨーロッパ全体で禁止することを求めた。これに対し同年10月、欧州委員会はEU全体でオス雛殺処分禁止の提案を提出すると発表したが、2023年、EU加盟国全体での規則を標準化するための法案は保留となった。

#### ドイツ
ドイツでは2018年11月から、協同組合Reweが、孵化前の性別鑑定技術を使用して生産された卵の販売を開始、他のスーパーマーケットもこれに続いた。2021年1月、ドイツ政府は雄のひよこの大量殺処分を禁じる政令案を閣議決定した。ユリア・クレックナー（Julia Kloeckner）食料・農業相は発表で、雄のひよこの大量殺処分禁止は2022年からだと述べた。この禁止は輸入雛にも適用される。ドイツではオス雛殺処分禁止により、孵化場が1/3に減少。また卵のコストを抑えるために15-20％が強制換羽を実施したり、オス雛肥育にコストがかかるためアフリカなどに輸出したり、ペットフードに利用したりするなどの影響がみられる。

#### フランス
フランスでは、カルフールが2020年9月から孵化前の性別鑑定技術を使用して生産された卵の販売を開始した。2020年1月、フランス政府は、2021年末までにオスの殺処分を廃止すると発表。世界で初めてオスの殺処分禁止を決定した国となった。フランスでは卵内性別鑑定導入を支援するため、補助金を拠出していることもあり、卵の価格を高騰させることなく、業界全体でよりスムーズな法令遵守が可能となった。

#### イタリア
2021年12月、イタリア政府は、卵産業におけるオス雛の淘汰の禁止を導入する法改正を承認、2022年8月に同法改正が決定した。発効は2026年となっている。。

#### オーストリア
2022年5月、オーストリアは雄の雛殺処分を動物福祉規則で禁止した。このため将来的に孵化前の雌雄鑑別技術が導入されると推定される。

#### キプロス
国レベルでの雄雛殺処分を禁止している。
オランダ
オランダの大手孵化場はすべて卵内雌雄鑑別システムを導入した。

#### スイス
養鶏業界が自主的に雄雛殺処分廃止を決定。国内の主要な孵化場が、2025年に卵内性別判別機を導入すると発表している。

#### アメリカ
アメリカでは米国鶏卵生産者団体（UEP）が、2020年までにオスの雛の殺処分撤廃を目標にすると発表（2016年6月9日）。この目標は達成できなかったが、依然としてUEPはこの問題に取り組むことを目標としている。また、アメリカ人の11％は雛のオスが産まれてすぐに殺処分されることを知らなかったが、これらの情報を得た上で、80％強は殺処分を行わない代替手段への移行を支持し、71％が代替手段で生産された卵に割増料金を支払うと回答している。近年では孵化場への卵内性別判別技術の導入も行われており、2025年には卵内性別判別された鶏の卵の販売が開始した。

### 卵内何日目での雌雄鑑別か
研究では卵内13日目から、生理学的な脳活動を確実に記録した。しかし雛が痛みを感じる能力が卵内で発達しはじめるのは産卵7日目（あるいは6日目）以降だとも言われており、雛の苦痛を避けるために卵内何日目までに雌雄鑑別すべきかと言う結論は出ていない。
ドイツやフランスで「オスの殺処分を伴わない」として販売されている卵は、卵内性別鑑定が9日目あるいは13日目に行われており、オスの苦痛を回避できていない可能性がある問題が依然として残っている。そのため、ドイツでは本件に関する新法において、2024年以降は、胚の性別識別は6日目までしか許可されないものとなっている。しかしながらそのような技術が実用化されていなかったため、ドイツは12日までの鑑別に規制緩和した。フランスは15日目までに、イタリアは14日目までに卵内性別鑑定が義務付けられている。
2023年5月には、カリフォルニア大学らが、8日目の卵を80%の精度で区別することが可能な技術を発表した。また、7日目以内の卵内雌雄鑑別も開発され2024年時点で試験的導入が行われている。2025年、カナダの卵関連団体とテクノロジー企業は4日目での雌雄鑑別技術を開発したことを発表した。

### オスの殺処分方法
孵化後のオス雛殺処分をする場合は、その方法について、諸外国では動物福祉に配慮した方法がとられるようになっており、たとえばイギリスでは孵化場は英国動植物衛生庁で（APHA）やRSPCA（世界最大の動物保護組織）によって監視されており、雛の処分は、より苦痛の少ないアルゴン（ガス）に曝露することによって行われている。

### 日本の状況
日本国内では鶏の雛の殺処分の方法としては、バケツに生きたまま入れていき圧死、ビニール袋での窒息死などの方法がおこなわれている。こういった状況を踏まえ、2024年、一般社団法人日本種鶏孵卵協会は「ふ化場におけるアニマルウェルフェア推進ガイドライン」を作成、『ガスを用いた安楽死手法』を国内ふ化場にむけて推奨行く方針を示し、2025年にはガスを用いた初生雛の安楽死装置が国内で開発された。胚鑑別法などの代替手段は導入されていないが、技術開発は進められており、国立研究開発・食品産業技術総合研究機構や京都大学、徳島大学などにおいて研究が行われている。
2021-2023年度には、京都大学の研究「孵卵早期の採卵鶏雌雄判定のための光散乱を克服する非破壊計測手法開発」に2587万円が科研費として助成。また、2023年、農林水産省は、中小企業イノベーション創出推進事業において「ゲノム編集を駆使したニワトリ鶏卵雌雄判別による資源有効活用とアニマルウェルフェア変革」に5億3916万の助成を決定した。2024年には日本の養鶏業者が卵内性別判別技術に投資を行っている。
2024年からはふ化場におけるアニマルウェルフェア認証制度検討事業が開始。